# Криптовалута
Криптовалута је облик дигиталне имовине која се користи као средство размене користећи криптографију (криптографија) као начин обезбеђивања сигурности трансакција, контроле стварања додатних новчаних јединица и ради потврде трансфера валуте.
Криптовалуте се дефинишу као подскуп дигиталних валута, алтернативних валута и виртуелних валута.

## Историја
Било је много покушаја да се створи дигитална валута током технолошког бума 90-их, са системима као што су Флооз, Беенз и ДигиКеш који се појављују на тржишту, али неизбежно не успевају. Било је много различитих разлога за њихове пропусте, као што су превара, финансијски проблеми и чак сукоби између запослених у компанијама и њихових шефова.
Значајно, сви ови системи су користили "Trusted third party" (посредник од поверења)приступ, што значи да су компаније иза њих верификовале и омогућиле трансакције. Због неуспеха ових компанија, стварање дигиталног система готовог новца је дуго времена сматрано изгубљеним случајем.
Затим, почетком 2009, анонимни програмер или група програмера под псеудонимом Сатоши Накамото представио је биткоин. Сатоши је то описао као "пеер-то-пеер електронски кеш систем". Потпуно је децентрализован, што значи да нема укључених сервера и нема централног контролног ауторитета. Концепт блиско подсећа на пеер-то-пеер (без посредника) мреже за дељење датотека.
Један од најважнијих проблема који мрежа за плаћање мора решити је двоструко трошење (доубле спендинг). То је манипулаторска техника двоструке потрошње исте количине. Традиционално решење је била поуздана трећа страна - централни сервер - који је водио евиденције о балансима и трансакцијама. Међутим, овај метод подразумева надлежност над вашим средствима и свим вашим личним подацима.
У децентрализованој мрежи као биткоин, сваки учесник мора да ради овај посао. Ово се обавља преко блокчеина–јавног регистра сваке трансакције која се икада догодила унутар мреже, доступног свима. Према томе, сви у мрежи могу да виде биланс сваког рачуна.
Свака трансакција је датотека која се састоји од јавних кључева пошиљаоца и примаоца (адресе новчаника) и количине пренесеног новца. Трансакцију такође мора потписати пошиљалац са својим приватним кључем. Све ово је само основна криптографија. На крају, трансакција се емитује у мрежи, али прво треба да се потврди.
У оквиру криптовалутне мреже, само рудари могу потврдити трансакције решавајући криптографску слагалицу. Они преузимају трансакције, означавају их легитимним и шире преко мреже. Након тога, сваки нод их додаје у своју базу података. Када се трансакција верификује постаје непоправљива и неповратна, а рудар добија награду, плус накнаде за трансакцију.
У основи, било која криптовалутна мрежа заснива се на апсолутном консензусу свих учесника у погледу легитимитета биланса и трансакција. Ако се нодови не слажу на једном билансу, систем би се у основи распао. Међутим, постоји пуно правила унапред изграђених и програмираних у мрежи која спречава да се ово догоди.
Криптовалуте су тако назване јер је консензус механизам осигуран снажном криптографијом. Ово, заједно са наведеним факторима, чини треће стране и „бланко поверење“ као концепт, потпуно неуједначене.

## Прва криптовалута
Биткоин, који је креиран 2009. године је прва децентрализована криптовалута.
Од тада, велики број криптовалута је створен. Биткоин и његови деривати (Алткоини) користе децентрализовану контролу насупрот централизованом електронском новцу централно банкарског система. Децентрализована контрола користи биткоинову блокчејн технологију како би јединствену базу података свих трансакција превела у раздељену, децентрализовану главну књигу.

## Најчешће криптовалуте
Биткоин - прва криптовалута која је све започела.
Итиријум - потпуно програмибилна валута која омогућава програмерима да изграде различите дистрибуиране апликације и технологије које не би радиле са биткоином.
Рипле - За разлику од већине криптовалута, он не користи блокчеин како би постигао консензус за трансакције на нивоу мреже. Уместо тога, спроведен је учестали консензусни процес, што га чини бржим од биткоина, али га такође чини рањивим на хакерске нападе.
Биткоин кеш– биткоинов хард-форк који је подржан од стране највеће биткоин рударске компаније и произвођача АСИЦ-ових биткоин рударских чипова. Постоји тек неколико месеци, али је већ доспео међу првих пет криптовалута у погледу укупне тржишне вредности.
НЕМ - За разлику од већине других криптовалута које користе ПоЊ алгоритам, он користи Прооф оф Импортанце, који од корисника захтева да већ поседују одређене количине новчића како би могли да добију нове. Подстиче кориснике да троше своја средства и прате трансакције како би утврдили колико је важан одређени корисник за целокупну НЕМ мрежу.
Лајткоин - криптовалута која је створена са намером да буде "дигитално сребро" у поређењу са биткоиновим "дигиталним златом". То је такође грана биткоина, али за разлику од његовог претходника, може генерисати блокове четири пута брже и имати четири пута већи максимални број новчића - 84 милиона.
ИОТА - Технологија откривања криптовалута се назива тангле и захтева од пошиљаоца у трансакцији да уради ПоЊ који одобрава две трансакције. Тако је ИОТА уклонила посвећене рударе из процеса.
НЕО - То је паметна мрежа уговора која омогућава да се развијају све врсте финансијских уговора и дистрибуиране апликације треће стране. Има много истих циљева као и итиријум, али је развијен у Кини, што може потенцијално дати неке предности због побољшане повезаности са кинеским регулаторима и локалним предузећима.
Деш - То је двослојна мрежа. Први ниво су рудари који обезбеђују мрежу и снимају трансакције, док се други састоји од "мастернодова" који преносе трансакције и омогућавају врсту трансакције типа ИнстантСенд и ПриватеСенд. Прва је знатно бржа од биткоина, док је друга потпуно анонимна.
Qтум - Спајање биткоинове и итиријумове технологије усмерене на пословне апликације. Мрежа се може похвалити биткоиновом поузданошћу, уз истовремено омогућавање коришћења паметних уговора и дистрибуираних апликација, слично итиријумовој мрежи.
Монеро - криптовалута са могућностима приватних трансакција и једна је од најактивнијих заједница.
Итиријум класик- Оригинална верзија итиријума. Раздвајање се догодило након што се децентрализована аутономна организација (ДАО) изграђена на врху првобитног итиријума била хакована.

## Легалност
Са увођењем биткоина, прве криптовалуте, створена је потпуно нова парадигма. Децентрализоване, самоодрживе дигиталне валуте које не постоје у било ком физичком облику и које нису под контролом било ког појединачног ентитета, увек изазивају узбуђење међу регулаторима.
Много је забринутости настало у вези са децентрализованом природом криптовалута и њиховом способношћу да се користе готово потпуно анонимно. Власти широм света су забринуте због тога што су криптовалуте привлачне трговцима илегалних роба и услуга. Штавише, они су забринути због њихове употребе у прању новца и утаји пореза.
Статус легалности криптовалута варира од државе до државе и још увек је недефинисан или у стању промене у многима од њих. Док већина држава законом не забрањује коришћење криптовалута, њихов статус као новца није чврсто утврђен. У земљама као сто су: Мароко, Боливија, Еквадор, Киргистан, Бангладеш коришћење Биткојина је илегално и законом кажњиво, док је у већини других, нпр. Бразил, Чиле, Колумбија, Аргентина легалан.

## Познати стручњаци у области
Брок Пирс — Оснивач више од десет финтех компанија.
Сали Ивс — Технички директор и водећи лидер у новим технологијама, онлајн медијима, друштвеним иновацијама итд.
Роџер Вер — Први светски инвеститор у биткоин стартапе, укључујући битцоин.цом, блоцкцхаин.цом, БитПаy, Кракен, Пурсе.ио, итд.
Ерик Ворхис — Извршни директор ШапеШифта-а.
Тур Деместер — Економиста и инвеститор, главни и одговорни уредник Адамант Ресерча-а.
Брус Портер Јр. — Амерички предузетник.
Динис Гвардиа — Директор/Оснивач Интелигент ХQ-а.
Дон Тапскот — Медијски теоретичар, аутор неколико књига о блокчеину и криптовалутама.
Виталик Бутерин — Творац Итиријума.
Жил Бабинет — Француски мулти-предузетник, "дигитални шампион" француске.
Вини Лингам — Извршни директор/суоснивач Цивик Кеy-а.
Мајкл Мајнели — Финансијер научника који промовише друштвени напредак помоћу бољих финансија и технологије.
Џим Марус — Коиздавач Тхе Финанциал Бранд  и власник и издавач Дигитал Банкинг Репорт.
Брет Кинг — Оснивач и власник Мовен-а, бестселер аутор, иноватор године.
Чарли Ли — Творац Лајткоина.

## Како чувати и купити Криптовалуте?
За разлику од већине традиционалних валута, криптовалуте су дигиталне, што подразумева потпуно другачији приступ, посебно када је у питању чување. Технички, не чувате јединице криптовалута; уместо тога је приватни кључ тај који користите да закључите трансакције које морају бити сигурно сачуване.
Постоји неколико различитих врста криптовалутних новчаника који одговарају различитим потребама. Ако је ваш приоритет приватност, можда ћете желети да се одлучите за папир или хардвер новчаник. То су најсигурнији начини складиштења ваших криптовалута. Постоје и "колд" (офлајн) новчаници који се чувају на хард диску и онлајн новчаницима, који могу бити повезани са мењачницама или са независним платформама.
Постоји много различитих опција када се ради о куповини биткоина. На пример, тренутно постоји готово 1.800 биткоин банкомата у 58 земаља. Штавише, можете купити БТЦ користећи поклон ваучере, криптовалутне мењачнице, инвестиционе фондове и чак можете да тргујете лицем у лице.
Када су у питању друге, мање популарне криптовалуте, опције куповине нису толико различите. Међутим, још увек постоје бројне мењачнице у којима можете набавити различите крипто-новчиће за фиат новац или биткоине. Трговање лицем у лице је такође популаран начин стицања новчића. Опције куповине зависе од одређених криптовалута, њихове популарности и ваше локације.

## Предности
- Хаковање Blockchain је доста тежак посао, јер захтева истовремено хаковање неколико хиљада рачунара, што је готово немогуће.
- Има озбиљан потенцијал да замени тренутни новчани систем у свету, јер број корисника криптовалута расте.
- Нико не може да промени количину новчића који се користе.
- Због ограничене количине новчића, отпоран је на инфлацију.
- Нема потребе да трошимо новац за некакво одржавање рачуна.
- Свако може да види све трансакције које су икада направљене.
- Није контролисан ни од кога, већ има своју сопствену мрежу по којој ради, односно користи принцип децентрализације ( "peer to peer").

### Многи познате особе у свету економије, информатике и науке су имали доста позитивних изјава у вези криптовалута:
Бил Гејтс, суоснивач Мајкрософта, инвеститор и филантроп:
"Биткоин је узбудљив јер показује колико може бити јефтин. Биткоин је бољи од фиат валуте, јер не морате бити физички на истом месту и, наравно, за велике трансакције, фиат валута може бити прилично непрактична."
Ричард Бренсон, оснивач Виргин Галактика-а и више од 400 других компанија:
"Па, мислим да функционише. Можда постоје и друге валуте које могу бити још боље. Али у међувремену постоји велики екосистем око биткоина. - Људи су направили богатство од биткоина, неки су изгубили новац. Он је нестабилан, али људи такође зарађују од нестабилности. "
Ал Гор, бивши потпредседник Сједињених Држава:
"Када се биткоин валута претвори из валуте у готовину, тај интерфејс мора остати под неким регулаторним заштитним средствима. Мислим да чињеница да унутар биткоин универзума алгоритам замењује функцију владе ...то је заправо прилично кул. "
Ерик Шмит, извршни председник Гугла:
"Биткоин је изузетно криптографско достигнуће ... Способност стварања нечега што није дупликат у дигиталном свету има огромну вредност ... Много људи ће изградити предузећа на основу тога."
Петер Тил, суоснивач ПаyПал-а:
"ПаyПал је имао циљ да се створе нове валуте. Нисмо успели у томе, а управо смо створили нови платни систем. Мислим да је биткоин успео као нова валута, али платни систем донекле има недостатака. Веома га је тешко користити и то је велики изазов за биткоин. "

## Рударење
Рударење криптовалута представља начин валидације трансакција на мрежи. Рудари приликом тренутка кад се нови блок ископа, добијају криптовалуту као награду за свој учинак на мрежи. Награда у теорији смањује цену трансакција, тако што подстиче допринос у виду процесорске моћи обраде података на мрежи. Стопа генерисања хешрејта, који врши валидацију трансакција је знатно повећан коришћењем специјализованих машина као што су ФГПА и АСИЦ, које користе комплексне хеш алгоритме као што су ШХА-256 и Скрипт. Ова трка за што ефикаснијим и јефтинијим машинама се одвија још од дана појаве прве критповалуте, Биткојна, који је настао 2009. године. Са повећањем броја људи који залазе у свет дигиталних валута, генерисање хеша за валидацију је постало врло комплексније током година, толико да су рудари приморани да инвестирају велике своте новца при куповини већег броја АСИЦ машина. Према томе вредност добијене криптовалуте за проналажење хеша често не оправдава суму новца утрошену на подешавање машина, улагање у расхладне системе због топлоте које оне производе, као и струје коју утроше у процесу.
Неки рудари користе мајнинг пулове, деле своју процесорску моћ преко мреже како би поделили добит новог новчића подједнако, у зависности од величине доприноса при вероватноћи откривања блока. "Шер" је додељен члану мајнинг пула који представи валидан пруф-оф-ворк.
Наиме једна компанија покренула је своје дата центре на теренској локацији једне Канадске уњне и гасне фирме, због ниске цене ових горива.
С обзиром на економску и еколошку забринутост везану за рударење, различите "мајнерлес" криптовалуте су у активном развоју. За разлику од конвенционалних блокчејнова, неке директно ациклично графске криптовалуте користе пеј-ит-форвард систем; при чему сваки налог врши минималну обраду тешких израчунавања на две претходне трансакције при верификацији. Друге криптовалуте као Нано користе блок-решетка структуру при чему сваки индивидуални налог има свој лични блокчејн. Са тиме сваки налог контролише своје трансакције, без потребе за традиционалним пруф-оф-ворк рударењем, омоућавајући за бесплатне, моменталне трансакције.

## Критике и мане
- Трансакције криптовалута су неповратан процес након неколико потврда трансакције. Једна од ствари које криптовалуте немају у односу на стандардне кредитне картице је заштита корисника од преваре.
- Традиционални финансијски производи имају имају јак и развијен систем за заштиту потрошача, за разлику од криптовалута.
- Многе банке не пружају услуге криптовалутама и њиховим корисницима, такође одбијајући да сарађују са дигитално-валутним компанијама.
- Криптовалуте треба да задовоље многе услове да би могле да се користе на глобалном нивоу. Нпр. број трговаца Биткојином је мали, али константно растући.
- Са технолошким напредовањем, јављају се потребе за све јачим рачунарима са специјализованим хардвером и софтвером за њихово коришћење.
- Могу бити заувек изгубљене/уништене због неког штетног софтвера или губитка података на интернету.[20]
- Засноване су на компликованим математичким алгоритмима декодирања, тако да многе државе имају доста опрезан приступ њима, бојећи се њихових ефеката на финансијску сигурност.[21]
- Забране у одређеним државама су достигле ниво огромних новчаних казни.[22]